# Dialga

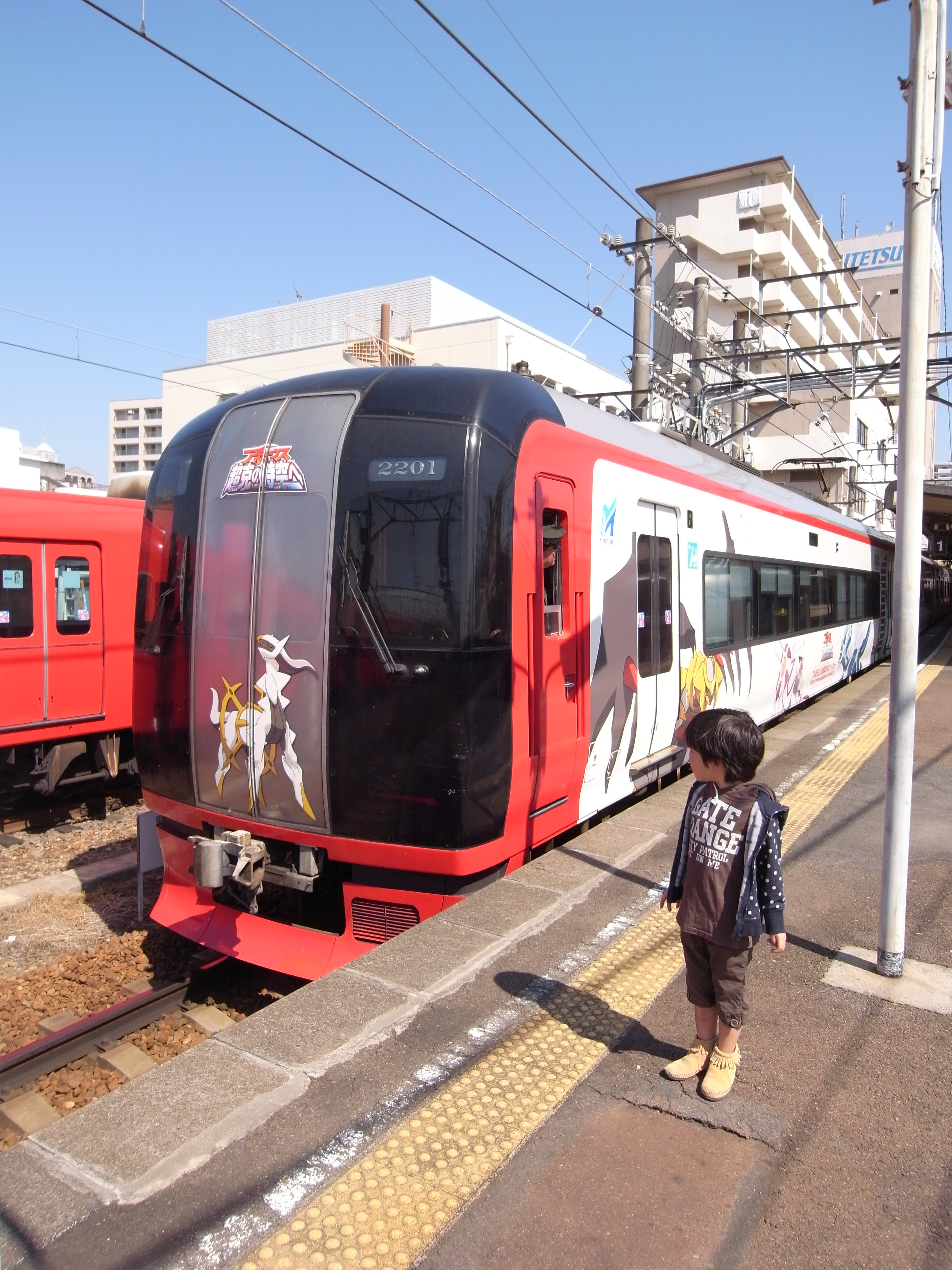
Dialga op een trein.

Dialga (Japans: ディアルガ, Diaruga) is een fictief wezen uit de Pokémon-wereld. Dialga komt voor in diverse Pokémonspellen en in de tiende, elfde en twaalfde Pokémonfilm. In de tiende film speelde hij samen met Palkia een hoofdrol.
Dialga is een oude Pokémon uit de Sinnoh-regio die de kracht bezit om de tijd te beheersen. De geschiedenis van de Sinnoh-regio zegt dat Dialga gemaakt is door Arceus, toen de tijd begon te lopen. Dialga vormt samen met Giratina (Materie & Antimaterie) en Palkia (Ruimte) een trio. Dialga is gebaseerd op een Amphicoelias, de grootste dinosauriër die ooit heeft bestaan. Hij heeft een lange nek en staart en dikke poten met scherpe klauwen van metaal. Hij heeft ter bescherming veel verschillende zilveren punten in zijn nek, op zijn kop en op zijn borst. Op zijn borst zit ook een felle blauwe diamant. Over zijn lichaam lopen lichtblauwe lijnen die doen denken aan een diamant.
Dialga is alleen te vangen in Diamond, op dezelfde manier als dat Palkia te vangen is in Pearl. Dialga wordt opgeroepen door de leider van Team Galactic, Cyrus, die hoopt dat Dialga voor hem een nieuw universum zal maken op de Spear Pillar bovenop Mt. Coronet. Zijn hoofdaanval heet Roar of Time (Brul van tijd), een soort Hyper Beam maar dan een drakenaanval.

## Ruilkaartenspel
Er bestaan zeven standaard-Dialgakaarten, één Dialga LV.X-kaart, een Dialga G-kaart, een Dialga G LV.X-kaart en een Dialga M-kaart (de laatste alleen in Japan), allemaal met het type Metal als element. Verder bestaat er nog een Water/Metal-type-combinatiekaart: Palkia & Dialga LEGEND.